# Thomas Kutschker
Thomas Kutschker (* 16. September 1963 in Mannheim) ist ein deutscher Filmemacher, Fotograf und Kameramann.

## Leben
Kutschker absolvierte von 1985 bis 1987 die Ausbildung zum Fotografen am Lette-Verein in Berlin. Seit 1988 arbeitet er mit Video/Film und Fotografie. Von 1993 bis 1996 studierte er als Postgraduierter an der Kunsthochschule für Medien in Köln.
Von 2000 bis 2005 unterrichtete er an der Humboldt-Universität im Fachbereich Europäische Ethnologie, von 2005 bis 2011 an der Kunstakademie Düsseldorf und von 2006 bis 2021 gibt er Seminare an der Universität der Künste Berlin im Fachbereich "Visuelle Kommunikation"/Grundlagen der Gestaltung des bewegten Bildes.
Seine bekanntesten Filme sind: Ich wollte einfach nur dieses Foto haben (1993), Die Dunklen Lichter (1996), John E. Loskot - Der verschwundene Held,Die verschwundene Grenze (1999), Shooting Locations (2009), Jenseits vom Spiegelrand (2016) und orteR|Retro (2021).

## Filmografie
- 1988 Dear T. in B.

- 1991 Das Spiel der Blumen
- 1992 Rojo y Verde
- 1992 Ohne Titel
- 1992 Ich wollte einfach nur dieses Foto haben
- 1989/1993 Belleville (gemeinsam mit Mathias Briechle)
- 1995 Marita
- 1995 Über das moderne Leben
- 1996 Die dunklen Lichter
- 1997 John E. Loskot – The lost Hero (gemeinsam mit Thomas Arnold)
- 1999 Die verschwundene Grenze (Das kleine Fernsehspiel)
- 2000 Die Grenze
- 2006 Delights Hot Spa (gemeinsam mit Thomas Arnold)
- 2007 Backyard
- 2008 Schattenwelten
- 2009 Shooting Location
- 2010 Me,Myself and I in the Age of Download
- 2011 Am Grenzübergang | At the Border Crossing
- 2011 Democratic Locations
- 2012 Als Mensch kam man sich da nicht mehr vor
- 2013 Im Leben geht alles vorüber
- 2014 6028, Schreiber
- 2015 Financial Locations (global mash up)
- 2016 Jenseits vom Spiegelrand / Beyond the Mirror Rim
- 2017 Wesentliche tatsächliche und rechtliche Risiken
- 2018 Referenzpersonen / Referees
- 2020 RETRO360
- 2021 orteR/Retro
- 2022 where...(360°)
- 2023 here
- 2024 back and/or forth | vor und/oder zurück
- 2025 inbetween (360)

## Auszeichnungen
- 1993 Preisträger, Freiburger Videofestival (Ich wollte einfach nur dieses Foto haben)
- 1998 Förderpreis des Landes Nordrhein-Westfalen für den Bereich Film
- 1999 und 2000 Arbeitsstipendien für Künstler des Landes NRW
- 2000 Preisträger, Architektur & Film Filmfestival Regensburg (Die dunklen Lichter)
- 2001 Erster Preis/Bester Film, Asolo Art Film Festival, Italien (Die verschwundene Grenze)
- 2010 "Prädikat Besonders Wertvoll" für den Kurzfilm "Am Grenzübergang"
- 2011 "Prädikat Besonders Wertvoll" für den Kurzfilm "Democratic Locations"
- 2012 "Prädikat Besonders Wertvoll" für den Kurzfilm "Als Mensch kam man sich da nicht mehr vor"
- 2013 "Prädikat Besonders Wertvoll" für den Kurzfilm "Im Leben geht alles vorüber"
- 2016 "Prädikat Wertvoll" für den Kurzfilm "Jenseits vom Spiegelrand"
- 2022 Nominiert: "bester Experimentalfilm" (Jenseits vom Spiegelrand), Sensei Tokyo Filmfest
- 2022 PREISTRÄGER VR/360° (RETRO360), Tagore International Film Festival
- 2022 PREISTRÄGER VR/360° (RETRO360), Black Swan International Film Festival
- 2022 PREISTRÄGER VR/360° (RETRO360), Mannheim Art and Film Festival
- 2022 PREISTRÄGER VR/360° (RETRO360), Crown Wood International Film Festival

## Fotografische Serien (Auszüge)
- 1988 Metros

- 1988–93 BodyBodies
- 1990 Visages
- 1990 Death Stripe, Berlin (Todesstreifen, Berlin)
- 1992 Promenade, Havanna
- 1992/93 Torsi/Distorsi
- 1996 Trailer, USA
- 1996 The Seven Sins
- 1996 California Homes
- 1996–98 Home Sweet Home
- 1997 Über das Scheinbare Verschwinden
- 2000 ff. Opposites
- 2000–2004 Images Remembered-Collection Germany (Erinnerte Bilder–Sammlung Deutschland)
- 2001–2004 Images Remembered-Collection Italy (Erinnerte Bilder–Sammlung Italien)
- 2003 Images Remembered-Collection Finland (Erinnerte Bilder–Sammlung Finnland)
- 2005 N.N.–Passfotografien
- 2005 ff. Film Stills
- 2007 ff. Nachbilder | AfterImages
- 2007/08 TV-Stills
- 2008 Global Berlin
- 2009/10 WEB-Stills
- 2011 Das Regime des Sichtbaren
- 2011 digital candles
- 2012 Annäherung an die Wirklichkeit I
- 2013 Annäherung an die Wirklichkeit II
- 2012–2014 ff Digital Scapes
- 2015 Kollisionen
- 2016 CV (City Vision)
- 2017/18 Berlin Zentrum
- 2018/19 Berlin Peripherie
- 2018 Berlin Art Fair
- 2015–2019 fragmented city
- 2020 QSO - quasi stellare Objekte
- 2021 Blickwinkel (Museen 2003 - ff)
- 2023 d|m|w - Nachbilder |  After Images
- 2024 SCAPES DREI - BERLIN 2112 (dystopische Version)

## Buchprojekte
- 2007 "N.N. – Passbildfotografien", ISBN 978-3-932187-60-5
- 2009 "stills.expanded", ISBN 978-3-932187-72-8
- 2010 "schwarz.rot.gold", ISBN 978-3-932187-83-4
- 2011 "Erinnerte Bilder-Sammlung Deutschland", ISBN 978-3-00-036915-5
- 2011 "ArtFairFloorCologne"
- 2012 "digital candles", ISBN 978-3-00-038101-0
- 2012 "In den Hauptstrassen", ISBN 978-3-00-040429-0
- 2013 "Pohlstrasse, Berlin 1987|2013, ISBN 978-3-00-041056-7
- 2013 "Home Sweet Home – American Stories", ISBN 978-3-00-044352-7
- 2014 "passing by | en passent", ISBN 978-3-00-047909-0
- 2014 "UdL [Unter den Linden]", ISBN 978-3-00-047562-7
- 2015 "Polavoids", ISBN 978-3-00-051327-5
- 2016 "digiral scapes", ISBN 978-3-00-052813-2
- 2016 "Annäherung an die Wirklichkeit", ISBN 978-3-00-055178-9
- 2017 "Nacht.Innen / Night.Interior", ISBN  978-3-947342-01-3
- 2018 "Berlin Zentrum", ISBN 978-3-947342-10-5
- 2019 "Berlin Peripherie", ISBN 978-3-947342-14-3
- 2020 "Quasistellare Objekte", ISBN 978-3-947342-17-4
- 2021 "Revisiting: The new Industrial Parks near Irvine, California (Lewis Baltz), ISBN 978-3-947342-18-1
- 2022 "Blickwinkel", ISBN 978-3-96703-077-8
- 2022 "untitled stills-still untitled", ISBN 978-3-910381-00-1
- 2023 "empty stills-still empty", ISBN 978-3-910381-01-8
- 2023 "d|m|w - Nachbilder/AfterImages", ISBN 978-3-96703-098-3

## Ausstellungen (Auswahl)
- 1994 Akademie der Künste, Berlin (Gruppenausstellung)
- 2003 Goethe-Institut Rom (Einzelausstellung)
- 2007 Galerie Kasten, Mannheim (Einzelausstellung)
- 2009 Galerie Hunchentoot, Berlin (Einzelausstellung)
- 2016 Kunst Projekte, Mannheim (Einzelausstellung)
- 2023 Akademie der Künste,Berlin (Gruppenausstellung/Macht-Raum-Gewalt)
- 2024 Galerie nüüd, Berlin (Gruppenausstellung)
- 2024 Kunstprojekte, Frankfurt a. M. (Gruppenausstellung)

## Archive und Sammlungen
- mediaartbase.de
- Bundesfilmarchiv
- Deutscher Künstlerbund
- Haus des Dokumentarfilms
- Inter Media Art Institut
- Neuer Berliner Kunstverein
- Vidéothèque de Paris
- Archiv des Zentrum für Kunst und Medien, Karlsruhe